# Castilleja crista-galli
Castilleja crista-galli är en snyltrotsväxtart som beskrevs av Per Axel Rydberg. Castilleja crista-galli ingår i släktet målarborstar, och familjen snyltrotsväxter. Inga underarter finns listade i Catalogue of Life.

## Bildgalleri

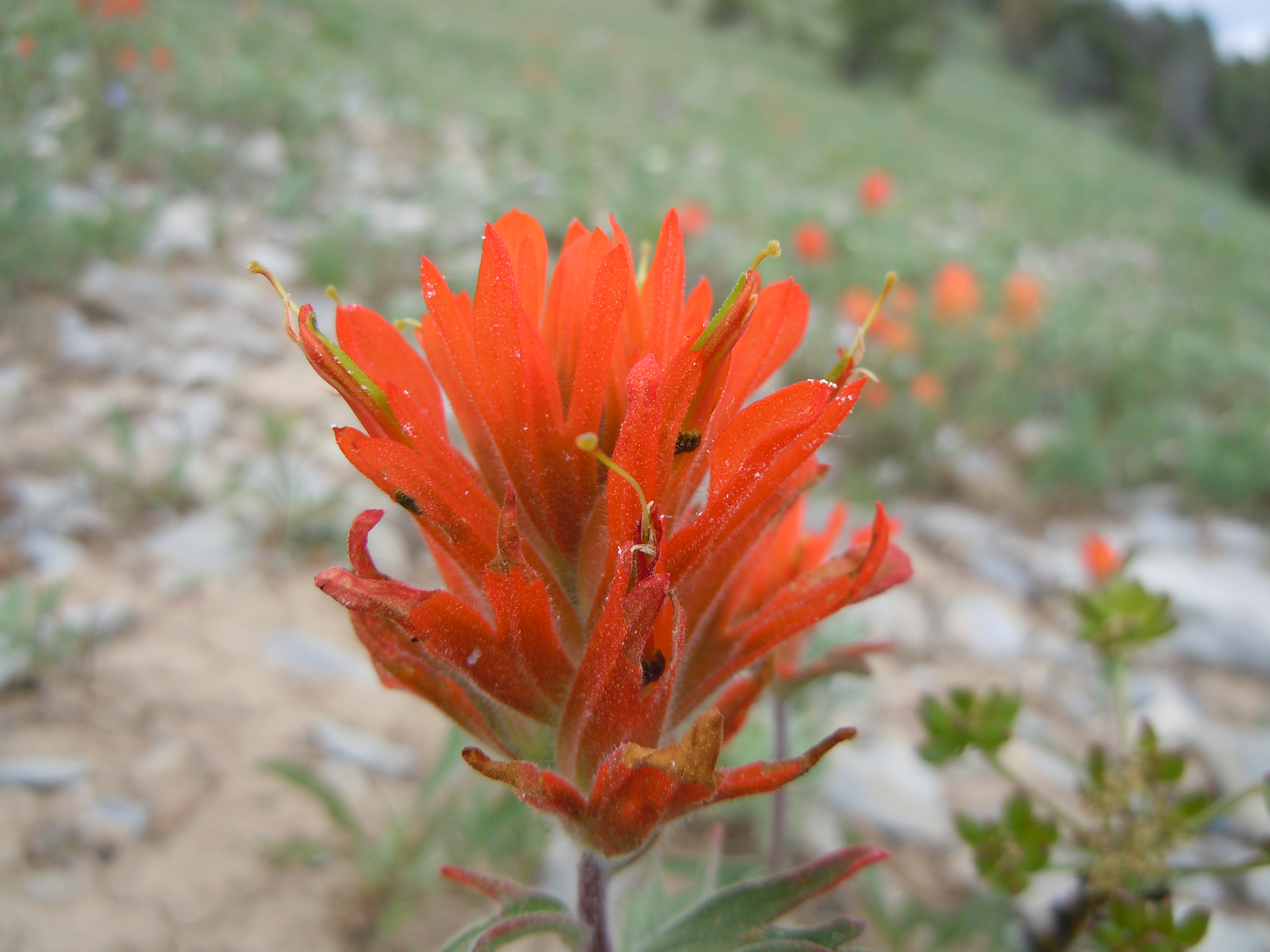
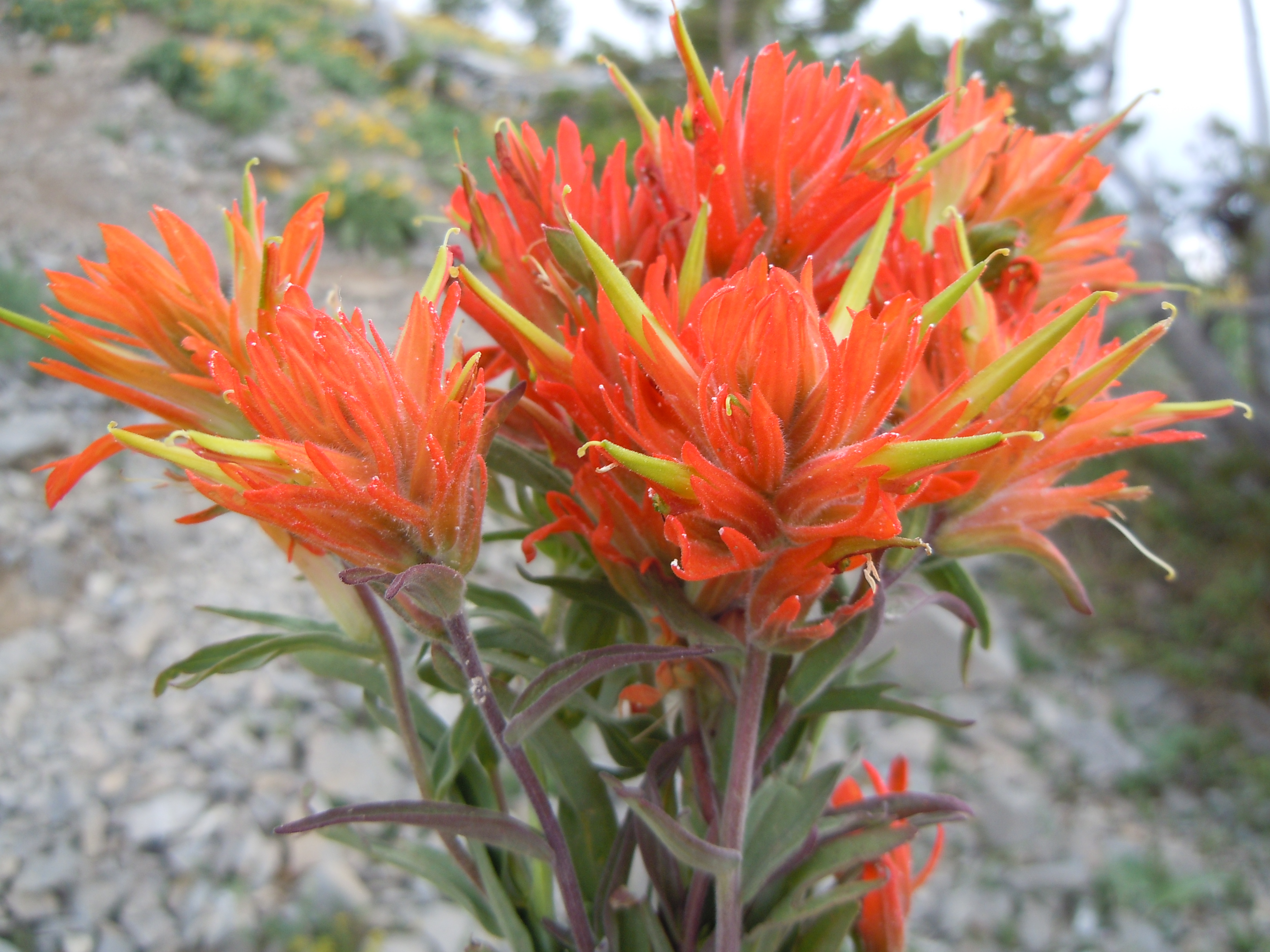
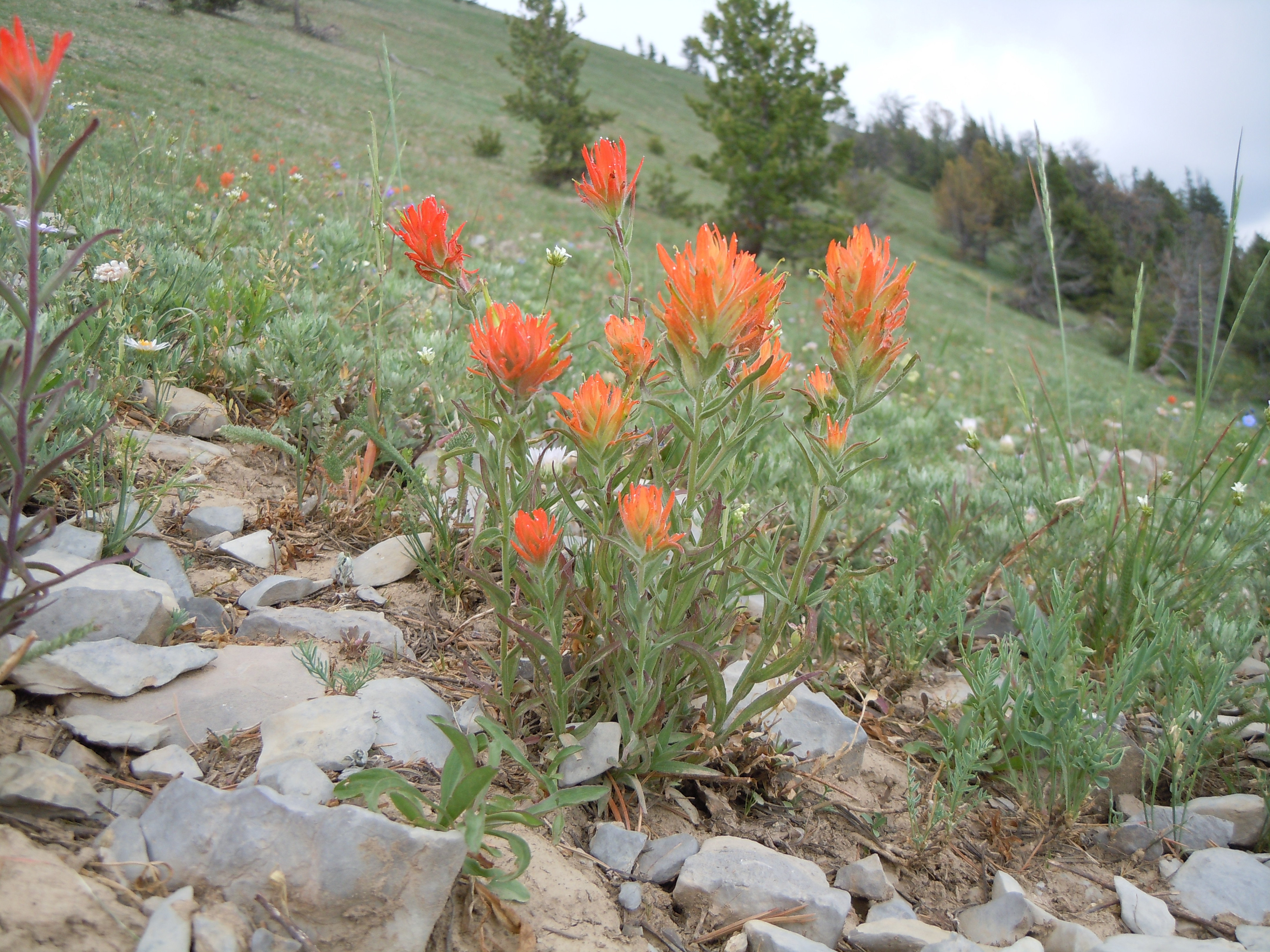
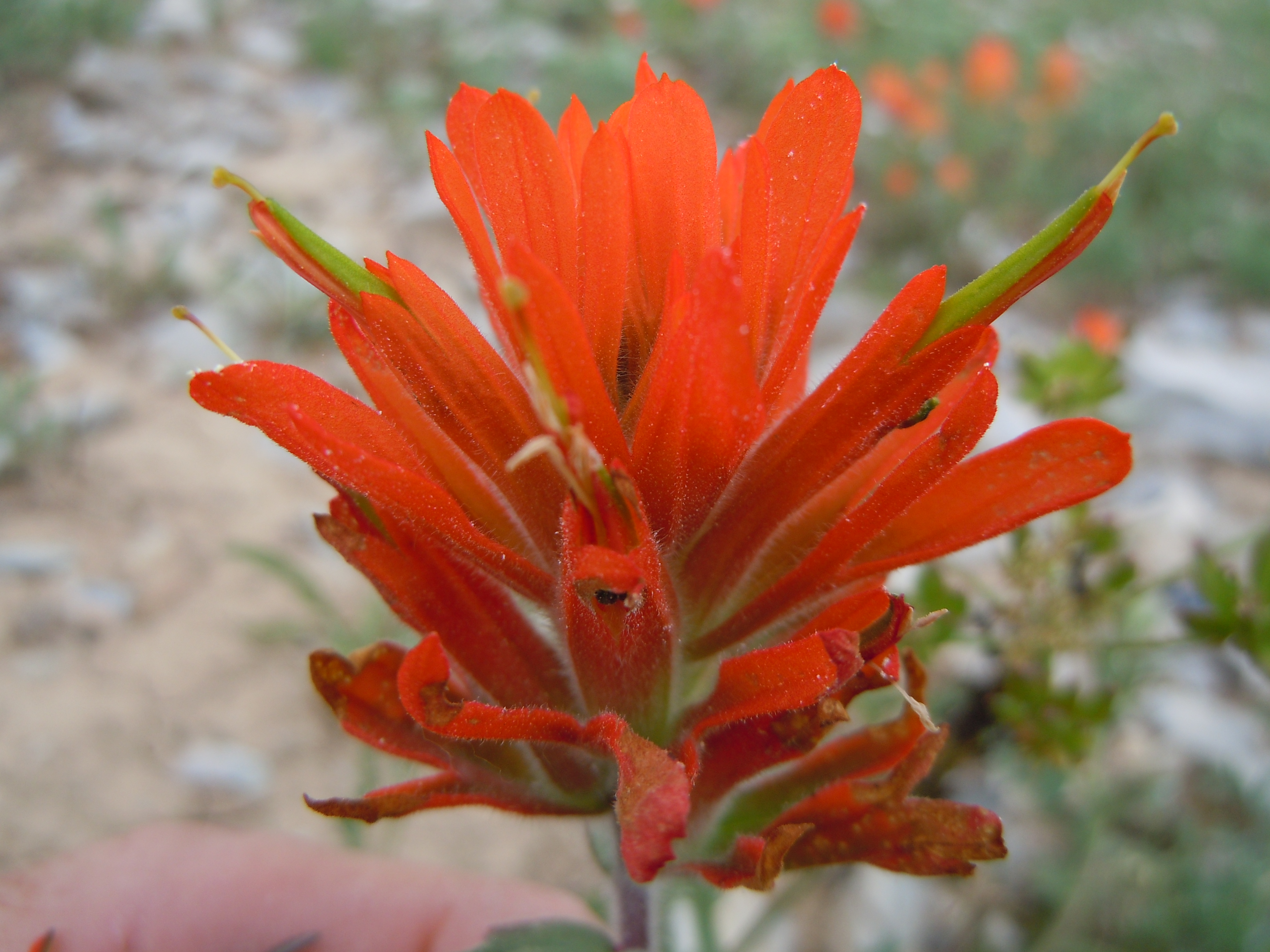